# Gruczoły pygidialne
Gruczoły pygidialne – parzyste gruczoły egzokrynne, występujące na końcowym segmencie odwłoka (pygidium), między 6. a 7. tergitem, u wielu owadów, m.in. u chrząszczy i błonkówek. Znane są także jako gruczoły Janeta (na cześć Charlesa Janeta) i gruczoły analne (jednak gruczoły te nie mają nic wspólnego z przewodem pokarmowym). U mrówek wydzielina tych gruczołów zawiera feromony i służy porozumiewaniu się między osobnikami tego samego gatunku.